# Samih al-Qasim

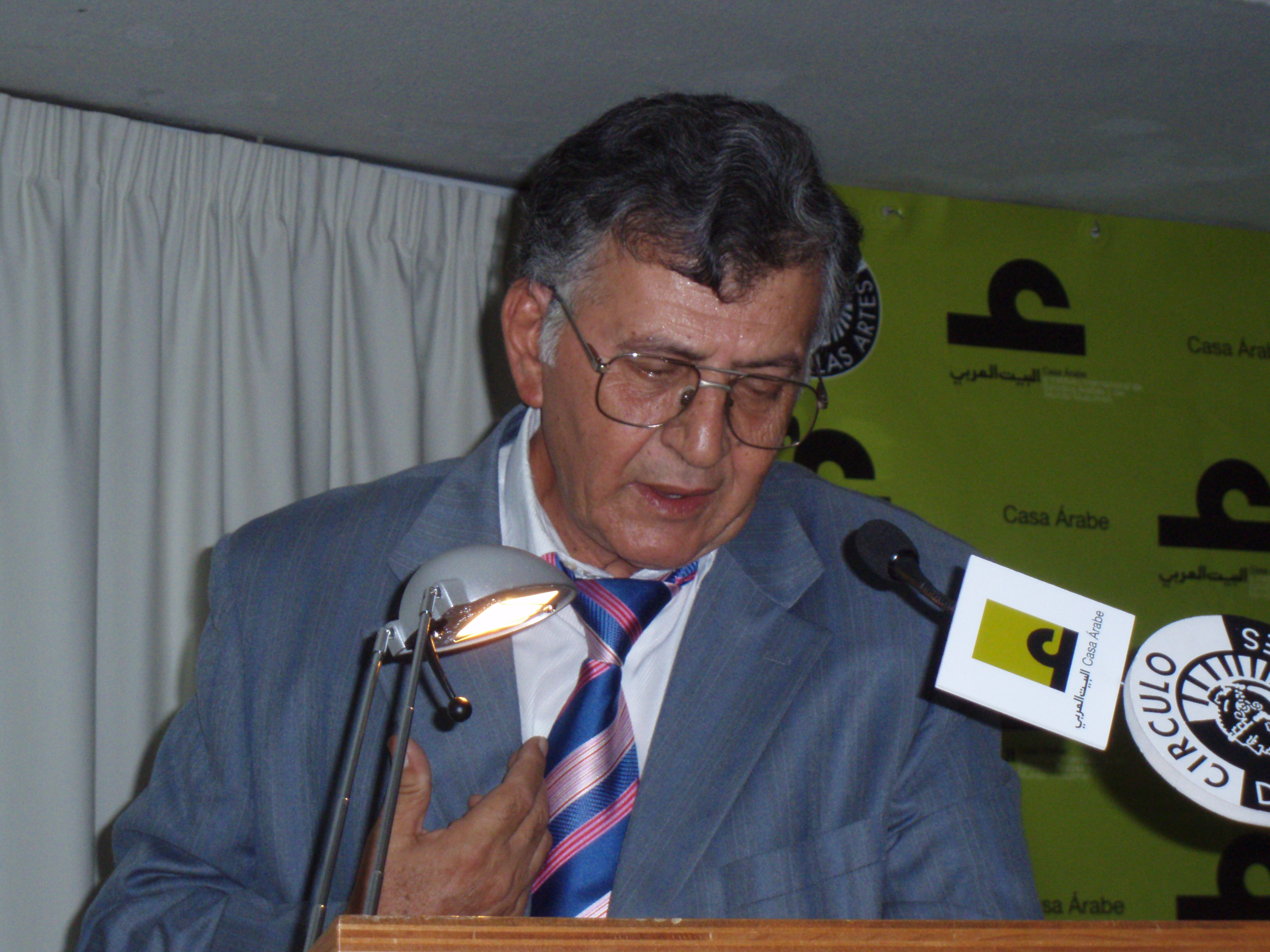
Samih al-Qasim leyendo sus versos en el Círculo de Bellas Artes de Madrid el 27 de septiembre de 2007.

Samih al-Qasim (en árabe, سميح القاسم, hebreo: סמיח אל קאסם) (Zarqa, Transjordania (actual Jordania), 11 de mayo de 1939 - Safed, 19 de agosto de 2014) fue un poeta palestino de nacionalidad israelí, y uno de los más importantes poetas árabes contemporáneos.
Samih al-Qasim creció en el pueblo de origen de sus padres, Rama, en Galilea, región entonces perteneciente a la Palestina bajo mandato británico. En 1948, cuando se produjo el gran éxodo palestino tras la primera guerra árabe-israelí (conocido como Nakba en la historiografía árabe-palestina), su familia permaneció en Galilea, que desde entonces es parte de Israel y, desde 1952, sus habitantes árabes ciudadanos israelíes de pleno derecho.  Samih realizó sus estudios secundarios en Nazaret e inició estudios de filosofía y economía política en Moscú, que interrumpió para dedicarse a la poesía, el activismo político y el periodismo.
Miembro de la minoría árabe de Israel, y dentro de esta miembro de la comunidad minoritaria de los drusos (aunque Al-Qasim era ateo), Samih al-Qasim se consideró siempre plenamente palestino. En 1960 se negó a servir en el ejército israelí (los drusos, que gozaron de la confianza de las autoridades israelíes desde el principio, son los únicos árabes sujetos al servicio militar obligatorio), lo que le llevó a la cárcel por primera vez. Dedicó en gran medida su vida y su obra a la lucha por un Estado palestino laico, democrático y plurinacional, en toda la Palestina histórica, que integre a árabes y judíos, actividad que lo llevó en varias ocasiones a sufrir cárcel, arresto domiciliario y otras medidas represivas.
Trabajó en diversos periódicos y revistas en lengua árabe. Fue fundador de la revista literaria 48, director del mensual Al-Yadid («El Nuevo») y colaborador habitual del periódico comunista Al-Ittihad. Fue redactor jefe del diario Kull al-Arab («Todos los Árabes»), de Haifa y dirigió la editorial Arabesque.
Tiene más de cuarenta obras publicadas y ha sido traducido a los principales idiomas del mundo, salvo el castellano, lengua en la que apenas se ha publicado un puñado de poemas dispersos en diferentes antologías. Tampoco ha sido ninguno de sus libros traducido al hebreo. Una de sus principales obras, considerada a menudo como la culminante, es Persona non grata, publicado en Haifa en 1986. En ella incluye un poema a Federico García Lorca, «De noche en la puerta de Federico». También tiene un conocido poema a Rafael Alberti, del que fue amigo personal.
Entre su obra en prosa destaca su correspondencia con el poeta palestino Mahmud Darwish, publicada bajo el título Al-Rasā'il («Cartas»).